# Chrysogone
Chrysogone (né en France, et mort peu après le 11 avril 1141) est un cardinal français du XIIe siècle. Chrysogone est membre de l'ordre des bénédictins.

## Biographie
Chrysogone est un disciple et un ami de Bernard de Clairvaux, le futur saint. 
Le pape Innocent II le crée cardinal lors d'un consistoire de 1134.